# يولاندا بالاش
يولاندا بالاش (بالرومانية: Iolanda Balaș)‏ هي لاعبة أولمبية في الوثب العالي من رومانيا. تُعتبر أهم شخصية رياضية في رومانيا، يبلغ طولها 1.85 م، ووصلت لذروة نشاطها بين عامي (1957 - 1967)، وحصلت على ذهبيتها الأولى في بطولة أوروبا عام 1958 عندما تخطت 1,77 م. وبعد 3 سنوات في أولمبياد روما 1961، اجتازت بالاش حاجز 85ر1 م بفارق 14 سنتيمترا عن صاحبة الفضية البولندية ياروسلافا يوفياكوفسكا. ووصلت للرقم القياسي 1,91 م في سنة 1961. واعتزلت اللعب سنة 1967، بسبب قطع في وتر أخيل ظلت تشكو منه طيلة حياتها.
أصبحت فيما بعد رئيسة الاتحاد الروماني لألعاب القوى.

## روابط خارجية
- يولاندا بالاش على موقع الاتحاد الدولي لألعاب القوى (الإنجليزية)
- يولاندا بالاش على موقع اللجنة الأولمبية الدولية (الإنجليزية)
- يولاندا بالاش على موقع أوليمبيديا (الإنجليزية)
- يولاندا بالاش على موقع اللجنة الأولمبية الرومانية (الرومانية)